# Elezione imperiale dell'agosto del 1400

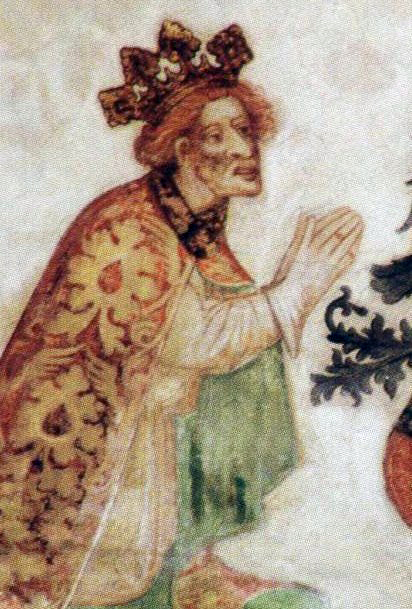
Il re dei romani Roberto del Palatinato

L'elezione imperiale dell'agosto 1400 si è svolta a Rhens il 21 agosto 1400.

## Contesto storico
Insoddisfatti della debole condotta di governo di re Venceslao, della sua arrendevolezza nei confronti dei Visconti di Milano e della sua incapacità di risolvere lo Scisma d'Occidente, i principi elettori di Magonza, Treviri, Colonia e Palatinato si riunirono nel Castello di Lahneck, presso Lahnstein, e il 20 agosto 1400 deposero Venceslao dal trono di Germania. Il giorno seguente si riunirono a Rhens per eleggere un successore.

## Principi elettori
| Principe elettore | Principe elettore                            | Titolo elettorale        | Altri titoli            |
| ----------------- | -------------------------------------------- | ------------------------ | ----------------------- |
|                   | Giovanni di Nassau-Wiesbaden                 | Arcivescovo di Magonza   |                         |
|                   | Werner von Falkenstein                       | Arcivescovo di Treviri   |                         |
|                   | Friedrich III von Saarwerden                 | Arcivescovo di Colonia   |                         |
|                   | Venceslao di Lussemburgo (assente)           | Re di Boemia             | Re dei Romani (deposto) |
|                   | Roberto III del Palatinato                   | Conte Palatino del Reno  |                         |
|                   | Rodolfo III di Sassonia-Wittenberg (assente) | Duca di Sassonia         |                         |
|                   | Jobst di Moravia (assente)                   | Margravio di Brandeburgo | Duca di Lussemburgo     |

## Esito
Venne eletto re dei Romani l'elettore palatino, Roberto III, che fu incoronato a Colonia il 6 gennaio 1401. Venceslao non accettò la sua deposizione e cercò di resistere, ma venne arrestato nel 1402.